# Alberto Pérez Díaz
Pour les articles homonymes, voir Alberto Pérez et Pérez.
Pérez  Díaz est un nom espagnol. Le premier nom de famille, en général paternel, est Pérez ; le second, en général maternel, souvent omis, est Díaz.
Alberto Pérez Diaz, né le 13 février 2001 à Lorca, est un coureur cycliste espagnol.

## Biographie
Alberto Pérez est originaire de Lorca, une commune située dans la Région de Murcie,. Il commence le cyclisme durant son enfance au Club Ciclista Juan Zurano, basé sur ses terres natales. Sportif amateur, il combine la compétition avec des études de médecine. 
En 2016, il devient double champion d'Espagne cadet sur piste, dans le keirin et le scratch. L'année suivante, il termine deuxième du championnat d'Espagne sur route cadets. Il obtient ensuite d'autres médailles aux championnats d'Espagne sur piste dans la catégorie des juniors (moins de 19 ans). Durant cette période, il connait ses premières sélections en équipe nationale pour les championnats d'Europe et les championnats du monde sur piste juniors. 
Lors de la saison 2020, il devient champion d'Espagne de poursuite par équipes chez les élites, avec le comité de Murcie. En 2022, il décroche trois nouveaux titres de champion national dans la course scratch (élite et espoir) et la poursuite individuelle (espoir). Il représente par ailleurs l'Espagne aux championnats du monde sur piste, organisés à Saint-Quentin-en-Yvelines.

## Palmarès sur piste

### Championnats du monde
- Saint-Quentin-en-Yvelines 2022
  - 15e de la poursuite par équipes

### Championnats nationaux
| - 2016 - Champion d'Espagne du keirin cadets - Champion d'Espagne du scratch cadets - 2017 - 2e du championnat d'Espagne du scratch cadets - 2018 - 3e du championnat d'Espagne du kilomètre juniors - 3e du championnat d'Espagne de vitesse juniors - 2019 - 2e du championnat d'Espagne du kilomètre juniors - 2e du championnat d'Espagne du keirin juniors - 3e du championnat d'Espagne de poursuite par équipes | - 2020 - Champion d'Espagne de poursuite par équipes - 2e du championnat d'Espagne de l'américaine - 2021 - 3e du championnat d'Espagne du scratch - 2022 - Champion d'Espagne du scratch - Champion d'Espagne du scratch espoirs - Champion d'Espagne de poursuite espoirs - 2e du championnat d'Espagne de poursuite par équipes |  |

## Palmarès sur route
- 2017
  - 2e du championnat d'Espagne sur route cadets
- 2020
  - Criterium Ciudad de Vera
- 2022
  - Criterium Ciudad de Lorca
- 2023
  - Trofeo San Roque